# Lac Saint-Louis
Der Lac Saint-Louis ist ein 148 km² großer See im Südwesten der kanadischen Provinz Québec. Er befindet sich südwestlich von Montreal im Bereich der Mündung des Ottawa in den Sankt-Lorenz-Strom und gehört zum Hochelaga-Archipel.
Im Norden und Osten wird der See durch die Île de Montréal begrenzt, im Westen durch die Île Perrot. Im Süden liegt auf dem Festland die Stadt Beauharnois. Zwei schmale Flussarme des Ottawa-Flusses um die Île Perrot herum stellen eine Verbindung zum nördlich gelegenen Lac des Deux Montagnes her; der geringe Höhenunterschied wird durch je eine Schleuse überwunden.
Der See ist bei Seglern beliebt. Am Nordufer befinden sich mehrere Jachtclubs. Im See selbst, der einen Teil des Sankt-Lorenz-Seewegs bildet, liegen die Île Dorval, Île Dowker und weitere kleine Inseln.